# Bruno Thiry
Bruno Thiry (* 8. říjen 1962, St. Vith, Belgie) je belgický rallyový jezdec, účastník Mistrovství světa a dvojnásobný Mistr Evropy.

## Kariéra

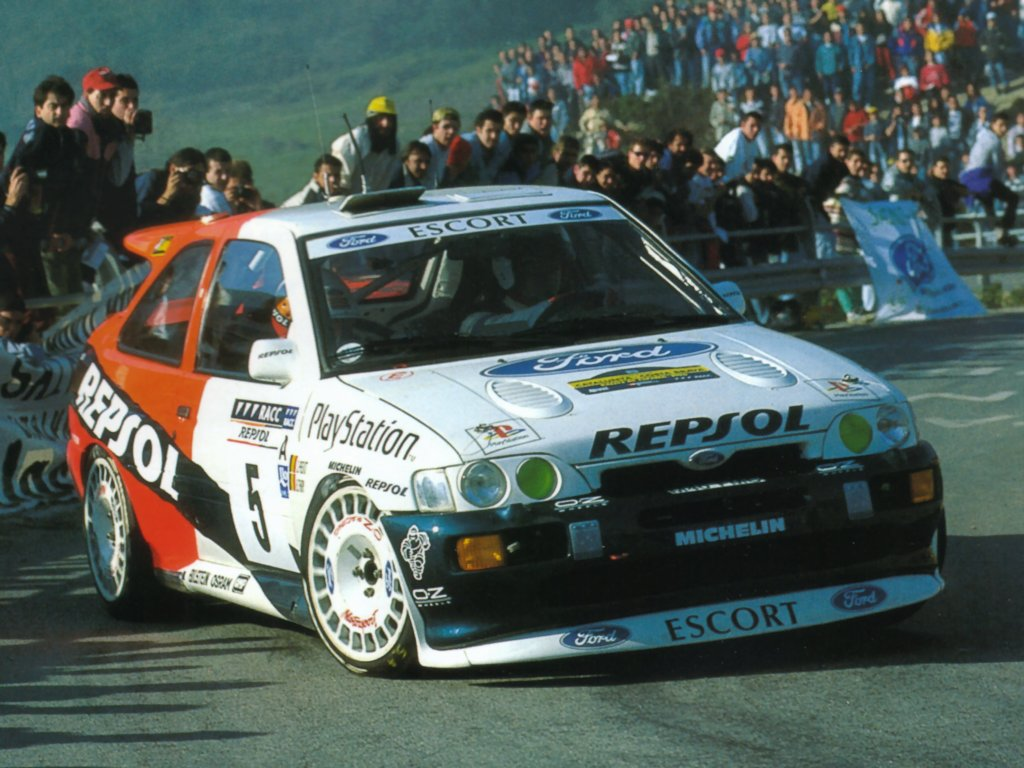
Ford Escort RS Cosworth

Poprvé závodil už ve dvaceti s vozem Simca 1000 Rallye. Brzy získal sponzorství dealera Opel a začal se objevovat na mezinárodních soutěžích. Na Rallye San Remo 1991 a Rallye San Remo 1992 vyhrál svou kategorii. Po řadě podobných vítězství v Mistrovství světa v rallye 1993 se stal členem týmu Ford M-Sport. Korsická rallye 1994 a Rallye Monte Carlo 1994 mu vynesla šestá místa, Argentinská rallye 1994 a Rallye San Remo 1994 čtvrtá místa a na RAC Rallye 1994 byl třetí, takže celkově skončil v Mistrovství světa v rallye 1994 pátý. V sezoně Mistrovství světa v rallye 1995 skončil čtvrtý. V Mistrovství světa v rallye 1996 byl týmovou dvojkou a nestartoval na prvních dvou podnicích. V Argentině byl třetí, než mechanici použili jeho poloosu do vozu Carlose Sainze. Po sezoně s ním tým angažmá ukončil.
V sezoně Mistrovství světa v rallye 1997 startoval na Katalánské rallye s vozem Seat Ibiza Kit Car a na RAC Rallye 1997 s vozem Ford Escort WRC, ale ani jednou nedojel. Přesto se pro sezonu Mistrovství světa v rallye 1998 vrátil k Fordu. Typ Escort WRC ale trpěl častými poruchami, které ho zpomalily nebo donutily odstoupit. V sezoně Mistrovství světa v rallye 1999 byl třetím jezdcem Subaru World Rally Teamu a startoval na vybraných podnicích. Na RAC Rallye 1999 startoval s vozem Škoda Octavia WRC za tým Škoda Motorsport a skončil čtvrtý. Tým mu však angažmá nenabídl a tak na Rallye Monte Carlo 2000 startoval se soukromým vozem Toyota Corolla WRC a skončil pátý. Stal se ale členem Citroën Sport a s vozem Citroën Xsara Kit Car vybojoval titul Mistra Evropy.
Teprve v Mistrovství světa v rallye 2001 se stal jezdcem týmu Škoda. Nedosahoval takových výsledků, jaké tým očekával. Thiry nezískal ani bod. V sezoně Mistrovství světa v rallye 2002 tedy startoval se soukromým vozem Peugeot 206 WRC. Jeho posledními starty v mistrovství světa byly Německá rallye 2002, kde byl pátý a Rallye San Remo 2002, kde skončil třináctý. V roce 2003 získal s tímto vozem titul mistra Evropy. O ten bojoval i o rok později s vozem Citroën C2 S1600, ale skončil druhý. Po sezoně svou kariéru ukončil. Jeho úplně poslední soutěží byla Condroz rallye v roce 2006, kde s vozem Peugeot 307 WRC skončil druhý.